# Малабарска цивета
Малабарската цивета (Viverra civettina) е вид хищник от семейство Виверови (Viverridae). Видът е критично застрашен от изчезване.

## Разпространение и местообитание
Разпространен е в Индия.
Обитава гористи местности, влажни места, долини, храсталаци, крайбрежия, плажове, плантации, блата, мочурища и тресавища.

## Описание
На дължина достигат до 84,3 cm, а теглото им е около 12,1 kg.
Продължителността им на живот е около 15,4 години.